# Heliophanoides
Genre
Heliophanoides est un genre d'araignées aranéomorphes de la famille des Salticidae.

## Distribution
Les espèces de ce genre se rencontrent en Chine, en Inde et au Bhoutan.

## Liste des espèces
Selon World Spider Catalog (version 25.0, 13/07/2024) :
- Heliophanoides bhutanicus Prószyński, 1992
- Heliophanoides epigynalis Prószyński, 1992
- Heliophanoides longlingensis (Lei & Peng, 2013)
- Heliophanoides moi Wang & Li, 2023
- Heliophanoides proszynskii C. Wang, Mi & Peng, 2023
- Heliophanoides spermathecalis Prószyński, 1992
- Heliophanoides tengchongensis (Lei & Peng, 2013)
- Heliophanoides ultramarine Yang, Wang & Zhang, 2024

## Systématique et taxinomie
Ce genre a été décrit par Prószyński en 1992 dans les Salticidae.

## Publication originale
- Prószyński, 1992 : « Salticidae (Araneae) of India in the collection of the Hungarian National Natural History Museum in Budapest. » Annales zoologici, vol. 44, p. 165-277.